# Air Menganyau
Air Menganyau is een bestuurslaag in het regentschap Bengkulu Utara van de provincie Bengkulu, Indonesië. Air Menganyau telt 1263 inwoners (volkstelling 2010).